# فرودگاه هوبلی -دارودا
فرودگاه هوبلی -دارودا (به انگلیسی: Hubli Airport) (به زبان بومی: ಹುಬ್ಬಳ್ಳಿ ವಿಮಾನ ನಿಲ್ದಾಣ) یک فرودگاه همگانی با کد یاتا HBX است که یک باند فرود آسفالت دارد و طول باند آن ۱۶۷۰ متر است. این فرودگاه در شهر هوبلی -دارودا کشور هند قرار دارد و در ارتفاع ۶۶۲ متری از سطح دریا واقع شده‌است.